# Otto Frommknecht
Otto Frommknecht (* 17. November 1881 in Grünenbach, Allgäu; † 16. August 1969 in Pipping (München)) war ein deutscher Politiker und Bayerischer Staatsminister für Verkehr (1947–1950).

## Leben

### Kindheit und Ausbildung
Otto Frommknecht wurde 1881 als erstes Kind des Arztes Joseph Frommknecht (1854–1932) und Sophie Frommknecht (1858–1914, geb. Ott) geboren und wuchs zusammen mit seinen Geschwistern Laura (* 1882), Max (1883–1956, später Priester), Sophie (* 1885), Anna (* 1886) und Adolf (* 1887) in Schönau, einem Ortsteil von Grünenbach, auf. Er besuchte die Volksschule in Schönau, anschließend das Humanistische Gymnasium Kempten. Sein Studium absolvierte Otto Frommknecht an der Technischen Hochschule in München, wo er auch sein Ingenieur-Diplom erhielt. Seit 1901 war er Mitglied der katholischen Studentenverbindung K.D.St.V. Vindelicia München sowie ab 1922 der K.D.St.V. Trifels München.

### Berufsleben
1908 wurde Otto Frommknecht in des Staatsdienst übernommen und heiratete noch im selben Jahr. Ab 1909 arbeitete er als Tiefbaufachmann bei der Königlich Bayerischen Staatseisenbahn (später Deutsche Reichsbahn). 1919 trat er der Bayerischen Volkspartei bei, derer er bis 1933 Mitglied war. Von 1919 bis 1925 bekleidete Frommknecht das Amt des Bürgermeisters von Obermenzing. In dieser Zeit förderte er den Bau der Pfarrkirche im Ort und engagierte er sich für die Gründung der Technischen Nothilfe in Bayern. Anschließend wechselte Otto Frommknecht ins Innenministerium und wurde dort als Regierungsoberbaurat beschäftigt. Im Jahr 1938 wurde er aufgrund „politischer Unzuverlässigkeit“ entlassen und von der Gestapo verhaftet. Nach einem Jahr Haft erfolgte die Entlassung. Bis Kriegsende war er in der freien Wirtschaft tätig. Im Jahre 1945 wurde Otto Frommknecht als Abteilungsleiter in die Eisenbahndirektion München berufen, wo er zuletzt das Amt eines Abteilungspräsidenten innehatte. Der inzwischen der CSU Beigetretene, übte vom 10. Januar 1947 bis zum 18. Dezember 1950 das Amt eines Bayerischen Staatsministers für Verkehr aus. An der Ausrichtung der Deutschen Verkehrsausstellung 1953 war er an maßgeblicher Stelle, auch nach seinem Ausscheiden aus dem Ministeramt, beteiligt.

## Ämter
- Bürgermeister von Obermenzing, 1919–1925
- Landesleiter der Technischen Nothilfe Bayern, 1920–1922
- Bayerischer Regierungsoberbaurat, 1925–1938
- Bayerischer Staatsminister für Verkehr, 1947–1950

## Auszeichnungen
- 1953: Großes Verdienstkreuz mit Stern der Bundesrepublik Deutschland
- 1959: Bayerischer Verdienstorden